# 윤혁 (가수)
윤혁(본명: 이윤혁, 1984년 2월 28일 ~ )은 대한민국의 가수이다.

## 음반
- CS Numbers (DK & 윤혁 & 제이세라 & 아이린)

《Love harmony》 (2011년)